# Rebekah Walton
Rebekah Walton (* 20. September 1999) ist eine britische Leichtathletin, die sich auf den Speerwurf spezialisiert hat.

## Sportliche Laufbahn
Erste Erfahrungen bei internationalen Meisterschaften sammelte Rebekah Walton im Jahr 2021, als sie bei den U23-Europameisterschaften in Tallinn mit einer Weite von 53,46 m den fünften Platz belegte.
2021 wurde Walton britische Meisterin im Hammerwurf.